# Calle San Blas (Sevilla)
La calle San Blas es una vía pública de la ciudad española de Sevilla.

## Descripción
La vía discurre desde la calle Clavellinas hasta la plaza del Cronista. Debe el título a la antigua ermita de San Blas, que estaba allí situada. Aparece descrita en la Noticia histórica del origen de los nombres de las calles de esta ciudad de Sevilla (1839) de Félix González de León con las siguientes palabras:

Calle de San Blas. Está en el cuartel D. y en la parroquia de santa Marina. Se llama así porque en ella estaba la antigua hermita de san Blas, fundacion del novilísimo linage de los coroneles, y como tal fué su dueño y patrona doña Maria Coronel fundadora del convento de santa Ines, que á ella se retiró cuando la infausta muerte de su marido don Juan de la Cerda á quien quitó la vida el rey don Pedro, por gozar á su muger, aunque nunca pudo conseguirlo, por la virtud y honestidad de dicha señora. La hermita quedó por su muerte á las monjas de santa Ines, que gozaron su patronato, el cual despues perdieron, y entró á dominarla el ordinario, hasta que se derribó por amenazar ruina, y pasaron el santo titular á la iglesia de dicho convento de santa Ines, y ya no existe dicha hermita que fué en lo antiguo una de las mas célebres. En esta hermita fué virtualmente la fundacion del convento de las monjas capuchinas, porque en ella estuvieron las primeras monjas desde que entraron en Sevilla hasta que labraron su convento. La calle es angosta: la mayor parte solares, y las pocas casas que tiene son humildes y feas. Empieza en calle Piernas, y tomando vueltas sale á la plaza de los Adelantados.
(González de León, 1839, pp. 206-207)